# 钓鱼台街道 (唐山市)
钓鱼台街道，是中华人民共和国河北省唐山市路北区下辖的一个乡镇级行政单位。

## 行政区划
钓鱼台街道下辖以下地区：
钓鱼台南楼第一社区、钓鱼台南楼第二社区、部东里社区、河西里社区、钓鱼台北楼第一社区、钓鱼台北楼第二社区、部西里社区、西山社区、燕山社区、沁园春社区、长宁社区、电厂社区、凤祥园社区和绿锦园社区。